# Ghetto Rejowiec
Das Durchgangslager Ghetto Rejowiec wurde zu Beginn des Zweiten Weltkrieges in der besetzten polnischen Gemeinde Rejowiec im Landkreis Chełm in der Woiwodschaft Lublin errichtet. Neben polnischen Juden wurden hier in großer Anzahl tschechische Juden aus dem Protektorat Böhmen und Mähren sowie slowakische Juden aus dem Slowakischen Staat gehalten. 1943 wurde das Ghetto geschlossen, die noch dort anwesenden Insassen in das KZ Majdanek überführt.

## Geschichte
Nachdem im Februar 1941 die Synagoge und das Gebetshaus in Rejowiec zerstört wurden, haben die Deutschen die meist armen orthodoxen, chassidischen Juden aus dem Zentrum in die Außenbezirke umgesiedelt, wo ein Transit-Ghetto (auch Durchgangsghetto genannt) für deportierte Juden errichtet wurde, die in die Vernichtungslager des Holocausts, insbesondere zum Sobibor, weitertransportiert wurden. Im gleichen Jahr kamen etwa 1300 aus Lublin und Krakau deportierte Juden hinzu. Das Ghetto war hoffnungslos überbelegt, mit sehr schlechten sanitären Bedingungen, es gab wenig Essen und Krankheiten breiteten sich aus. Im Winter 1941/1942 gab es aus diesen Gründen viele Todesfälle. Ende 1941 gab es im Ghetto 2380 Menschen.
Am 7. April 1942 wurde etwa 2000 Juden aus dem Ghetto abgeholt und in das 70 km entfernte Vernichtungslager Sobibor abtransportiert; diejenigen, die versuchten sich zu verstecken, wurden erschossen. An ihre Stelle kamen gut 5000 tschechische und slowakische Juden. Im Oktober 1942 wurden einige Dutzend Juden in ihren Behausungen massakriert. Mit der Ankunft von 24.000 Juden aus der Slowakei mussten die Transporte nach Sobibor fortgesetzt werden. Im Lager wurden ebenfalls Gaskammern gebaut; dort wurden weitere neu ankommende Häftlinge umgehend ermordet, zuletzt bis zu 1300 Häftlinge täglich.
Zwischen dem 7. April und 2. Juli 1943 wurden – bis auf 16 Personen – die Häftlinge, meist tschechische und slowakische Juden, nach Majdanek abtransportiert. Die 16 in Rejowiec gebliebenen Juden wurden im Juli 1944 kurz vor der Befreiung ermordet.